# Система Гундерсена
Система Гундерсена — система проведения соревнований по лыжному двоеборью, разработанная норвежским двоеборцем Гундером Гундерсеном и внедрённая в практику соревнований по двоеборью в 80-х годах XX века. Первыми Олимпийскими играми, на которых применялась система Гундерсена были Игры в Калгари в 1988 году.
Принцип системы Гундерсена в том, что очки, заработанные атлетами в ходе турнира на трамплине, пересчитываются в секунды отставания в лыжной гонке. Спортсмены уходят в гонку с отставанием от лидера, эквивалентным проигрышу в первой части состязаний. Таким образом, ситуация на финише гонки полностью соответствует ситуации в общем зачёте двоеборья; пересекший первым финишную черту — чемпион, прочие спортсмены занимают в общем зачёте двоеборья те же места, что и на финише гонки.
Введение системы Гундерсена способствовало увеличению наглядности соревнований двоеборцев и, как следствие, росту зрительской популярности. Успех соревнований по системе Гундерсена привёл к её заимствованию другими видами спорта, в лыжных гонках и биатлоне появились так называемые гонки преследования, построенные по схожему принципу.
Таблица пересчёта очков на трамплине в секунды в гонке на различных Олимпийских играх (приведено количество секунд, эквивалентных одному очку в прыжках с трамплина):
| Зимние Олимпийские игры | Индивидуальный зачёт | Команды |
| ----------------------- | -------------------- | ------- |
| 1988                    | 6.7                  | 5       |
| 1992                    | 6.7                  | 5       |
| 1994                    | 6.5                  | 5       |
| 1998                    | 6                    | 3       |
| 2002                    | 5                    | 1.5     |
| 2006                    | 4                    | 1       |
| 2010                    | 4                    | 1.33    |